# Coppa di Grecia 2013-2014 (pallacanestro maschile)
La Coppa di Grecia 2013-2014 è la 39ª Coppa di Grecia di pallacanestro maschile.

## Squadre
Partecipano le 28 squadre iscritte alla A1 Ethniki e A2 Ethniki. Le sei migliori squadre della
A1 Ethniki 2012-2013 entrano in gioco solo ai quarti di finale, mentre le altre squadre si sfidano per i due posti restanti.

## Partite

### Fase A
| Squadra 1            | Risultato | Squadra 2                      |
| -------------------- | --------- | ------------------------------ |
| M.A.S. Ermis Lagkada | 74 - 76   | Kalathosfairisi Agia Paraskevi |
| Ikaroi Serron        | 64 - 79   | Psychiko                       |
| F.A.O. Zografou      | 79 - 70   | Pagrati Atene                  |
| Arkadikos            | 76 - 75   | Filippos Verias                |
| Lavrio               | 64 - 63   | Kavala                         |
| Īraklīs Salonicco    | 60 - 61   | OFĪ Creta                      |
| Koroivos Amaliadas   | 86 - 80   | AEK Atene                      |

### Fase B

#### Primo turno
| Squadra 1                      | Risultato | Squadra 2          |
| ------------------------------ | --------- | ------------------ |
| Arkadikos                      | 69 - 84   | Panelefsiniakos    |
| Koroivos Amaliadas             | 63 - 71   | Kolossos Rodi      |
| OFĪ Creta                      | 60 - 80   | A.E. Neas Kīfisias |
| Kalathosfairisi Agia Paraskevi | 53 - 90   | Īlysiakos          |
| Lavrio                         | 87 - 69   | Drama              |
| Aries Trikala                  | 78 - 84   | Ikaros Kallitheas  |
| Psychiko                       | 77 - 67   | F.A.O. Zografou    |

- Apollon Patrasso ammesso direttamente al turno successivo

#### Secondo turno
| Squadra 1       | Risultato | Squadra 2          |
| --------------- | --------- | ------------------ |
| Īlysiakos       | 97 - 87   | Ikaros Kallitheas  |
| Panelefsiniakos | 64 - 67   | A.E. Neas Kīfisias |
| Psychiko        | 65 - 75   | Apollon Patrasso   |
| Lavrio          | 59 - 76   | Kolossos Rodi      |

#### Terzo turno
| Squadra 1     | Risultato | Squadra 2          |
| ------------- | --------- | ------------------ |
| Īlysiakos     | 71 - 65   | Apollon Patrasso   |
| Kolossos Rodi | 71 - 69   | A.E. Neas Kīfisias |

### Fase C

#### Tabellone
|  | Quarti di finale | Quarti di finale | Quarti di finale |                |                | Semifinali     | Semifinali | Semifinali |  |  | Finale | Finale | Finale |  |
|  |                  |                  |                  |                |                |                |            |            |  |  |        |        |        |  |
|  | Rethymno         | Rethymno         | 52               |                |                |                |            |            |  |  |        |        |        |  |
|  | Rethymno         | Rethymno         | 52               |                |                |                |            |            |  |  |        |        |        |  |
|  | Panathīnaïkos    | Panathīnaïkos    | 83               |                |                |                |            |            |  |  |        |        |        |  |
|  | Panathīnaïkos    | Panathīnaïkos    | 83               |                | Panathīnaïkos  | Panathīnaïkos  | 67         |            |  |  |        |        |        |  |
|  |                  |                  |                  |                | Panathīnaïkos  | Panathīnaïkos  | 67         |            |  |  |        |        |        |  |
|  |                  |                  | Olympiakos       | Olympiakos     | 59             |                |            |            |  |  |        |        |        |  |
|  | Īlysiakos        | Īlysiakos        | Olympiakos       | Olympiakos     | 59             | 54             |            |            |  |  |        |        |        |  |
|  | Īlysiakos        | Īlysiakos        |                  |                |                |                |            |            |  |  |        |        |        |  |
|  | Olympiakos       | Olympiakos       | 85               |                |                |                |            |            |  |  |        |        |        |  |
|  | Olympiakos       | Olympiakos       | 85               |                | Panathīnaïkos  | Panathīnaïkos  | 90         |            |  |  |        |        |        |  |
|  |                  |                  |                  |                |                |                |            |            |  |  |        |        |        |  |
|  |                  |                  | Aris Salonicco   | Aris Salonicco | 53             |                |            |            |  |  |        |        |        |  |
|  | PAOK Salonicco   | PAOK Salonicco   | Aris Salonicco   | Aris Salonicco | 53             | 63             |            |            |  |  |        |        |        |  |
|  | PAOK Salonicco   | PAOK Salonicco   |                  |                |                |                |            |            |  |  |        |        |        |  |
|  | Aris Salonicco   | Aris Salonicco   | 71               |                |                |                |            |            |  |  |        |        |        |  |
|  | Aris Salonicco   | Aris Salonicco   | 71               |                | Aris Salonicco | Aris Salonicco | 88         |            |  |  |        |        |        |  |
|  |                  |                  |                  |                | Aris Salonicco | Aris Salonicco | 88         |            |  |  |        |        |        |  |
|  |                  |                  | Paniōnios        | Paniōnios      | 79             |                |            |            |  |  |        |        |        |  |
|  | Paniōnios        | Paniōnios        | Paniōnios        | Paniōnios      | 79             | 82             |            |            |  |  |        |        |        |  |
|  | Paniōnios        | Paniōnios        |                  |                |                |                |            |            |  |  |        |        |        |  |
|  | Kolossos Rodi    | Kolossos Rodi    | 65               |                |                |                |            |            |  |  |        |        |        |  |